# VM-station
VM-station er en særlig dansk type station på dobbeltsporet baner, som opdeler en strækning i mellem 2 almindelige stationer, når der er venstresporkørsel (VM=Venstre Mellemblok). Typen har også været brugt til give signaldækning ved betjening af sidespor.
I normalt drift har denne type stationer ingen væsentlig funktion. Det er kun et par mellembloksignaler ved venstre sporkørsel, hvor der er et særskilt signaler. Ved normal kørsel i højre side er det kun de normale signaler, som ikke er forskellig fra de øvrige signaler, der er imellem stationer på fri bane.
Stationer af den types anlægges ikke mere, da man ved fornyelse og anlæg i stedet bruger vekselspor, hvor begge spor har normale mellembloksignaler i begge spor. De sidste stationer vil blive afviklet, efterhånden når Banedanmark udskifter sikringsanlæg.

## Lister over VM-stationer
Der har været følgende VM-stationer.
Kystbanen
- Skodsborg Station - ændret til almindelig togfølgerstation i 1985[1][2]

Vestbanen
- Viby Sjælland Station - ændret til almindelig togfølgerstation i 1981[3]
- Kværkeby Station - ændret til almindelig togfølgerstation i 1982[4]
- Fjenneslev Station - ændret til almindelig togfølgerstation i 1984[1]
- Frederikslund Station
- Forlev Station - ændret til almindelig togfølgerstation i 1983[1]

Sydbanen
- Mogenstrup - have sidespor til Mogenstrup grusgrav

Den fynske hovedbane
- Langeskov Station, første VM-station, nedlagt som VM-station
- Bred Station
- Gelsted Station
- Nørre Åby Station
- Snoghøj station, ændret til forgreningsstation

Fredericia-Aarhus
- Pjedsted Station
- Tvingstrup Station
- Hylke Station
- Stilling Station
- Hasselager Station, eneste tilbage med sidespor

Derudover skulle Daugård og Hatting Station også have været VM-stationer